# Fã-clube

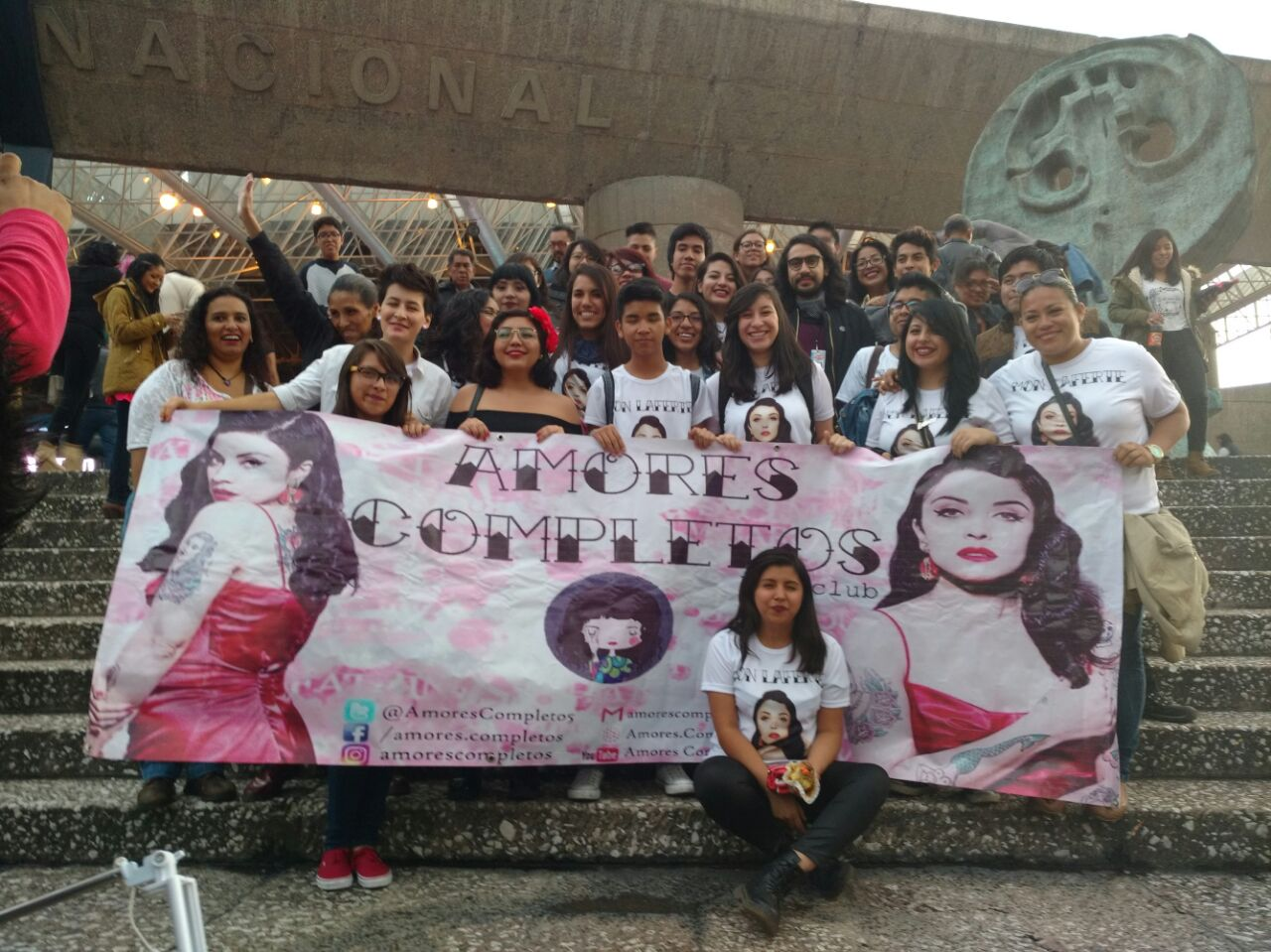
Reunião de um fã-clube da cantora e atriz chilena Mon Laferte

Um fã-clube ( fã clube ou clube de fãs) é uma associação de indivíduos dedicados a expressar sua admiração por uma pessoa famosa, grupo, ideia (tal como História) ou mesmo um objeto inanimado (por exemplo, um automóvel ou um modelo de computador).
Nos dias de hoje, muitos fãs-clubes possuem sítios onde registram sua adoração pelo responsável pelo culto. Por exemplo, um fã-clube dedicado a cantores como Britney Spears, Madonna ou Laura Pausini, deve ter um histórico pessoal do(a) homenageado(a), fotos, vídeos, salas de chat e informações sobre futuras apresentações.